# Естергом
Е́стергом (угор. Esztergom, словац. Ostrihom, нім. Gran) — місто в північній Угорщині (близько 50 км на північний захід від Будапешта). Розміщене на правому березі Дунаю. У місці вздовж річки проходить кордон зі Словаччиною, а на протилежному березі розташоване словацьке місто-побратим Штурово. Естерґом був столицею Угорщини з Х до середини ХІІІ століття, доки через татарську навалу король Бела IV Угор переніс королівський трон до Буди. 1000 року тут відбулася коронація першого угорського короля Іштвана, а також тут почали карбувати перші угорські монети (дукати) з написами: «Regia Civitas» («Королівське місто») та «Stephanus Rex» («Король Степан»).
Сьогодні Естерґом є резиденцією Примаса Угорщини римо-католицького архієпископа естергомського. Архієпископальний собор Естерґома є найбільшим храмом Угорщини, а також у місті є найбільша базиліка країни, яку було зведено в 1822—1869 роках у класичному стилі. В місті є багато музеїв. В Естерґомі розміщений угорський конституційний суд. З 1993 в місті відкрито завод Magyar Suzuki, у якому збираються моделі невеликих автомобілів.
Населення Естерґома станом на січень 2017 рік — 27 979 осіб. Це друге найбільш заселене місто округу (медьє).

## Етимологія назви
Існує кілька гіпотез щодо походження назви міста Естергом. Деякі кажуть, що воно походить від «Isztergum» («Iszter» значить «Дунай», а «Гам» — сусідня річка Garam). Ще одна версія стосується праболгарського «estrogin käpe» (тобто шкіряна броня) та «strgun» (тобто кожедуб), що може вказувати на місце, де колись жили ремісники-чинбарі. Також, є версія, що назва, імовірно, може походити від праслов'янського «stregti», що значить «стерегти», «нести варту», або «stregom» — сторожовий пост. Так, наприклад, у словацькій мові «striehnuť» — значить «стерегти», «пильнувати», у чеській «střeh» — «сторожити». Існує чимало близьких за значенням та звучанням топонімів у різних слов'янських країнах, наприклад: Dolná Strehová (на словацько-угорському кордоні), Strzegom у Польщі, Střehom (Чехія). Втім, перша письмова згадка про Естерґом — у 1079 році.
Давнє римське місто, що розташовалося на території сучасного Естерґому, звалося Solva. В ранньому середньовіччі зустрічається латинська назва Strigonium.
Численні варіанти назви, що зустрічаються в інших мовах вказують на важливість міста в історії Європи, наприклад: у Хорватії — Ostrogon, у Польщі — Ostrzyhom, у Сербії — Ostrogon, у Туреччині — Estergon, у Словаччині — Ostrihom, у Чехії — Ostřihom, у Білорусі — Эстэргам, у Німеччині — Gran.

## Географія і транспорт
Місто розміщене за 46 кілометрів на північний захід від Будапешта. Це найпівнічніший населений пункт медьє Комаром-Естергом. Його також називають найвищим містом дунайського поясу. До Естерґома з Будапешта ведуть залізниця та автотраса вздовж правого берега Дунаю. Місто зв'язане регулярним автобусним і залізничним сполученням з Будапештом і сусідніми містами. Час на поїздку потягом чи автобусом до Будапешта — 1,5 години.

### Клімат
| Клімат                                     | Клімат | Клімат | Клімат | Клімат | Клімат | Клімат | Клімат | Клімат | Клімат | Клімат | Клімат | Клімат | Клімат |
| Показник                                   | Січ.   | Лют.   | Бер.   | Квіт.  | Трав.  | Черв.  | Лип.   | Серп.  | Вер.   | Жовт.  | Лист.  | Груд.  | Рік    |
| Абсолютний максимум, °C                    | 2,2    | 8,2    | 15,2   | 22,5   | 28,0   | 30,8   | 33,0   | 32,8   | 28,3   | 21,5   | 11,6   | 6,0    | 33,0   |
| Середній максимум, °C                      | 1,7    | 4,9    | 10,6   | 16,4   | 22,1   | 25,0   | 27,0   | 26,7   | 22,5   | 16,4   | 8,4    | 3,4    | 15,5   |
| Середня температура, °C                    | −1,2   | 1,6    | 6,0    | 11,3   | 16,2   | 19,2   | 21,0   | 20,6   | 16,7   | 11,3   | 5,2    | 0,8    | 10,7   |
| Середній мінімум, °C                       | −4     | −1,7   | 1,5    | 0,8    | 10,3   | 13,5   | 14,9   | 14,5   | 11,0   | 6,3    | 2,1    | −1,8   | 6,0    |
| Абсолютний мінімум, °C                     | −6,8   | −5     | −3     | 0,8    | 3,2    | 7,8    | 8,8    | 8,4    | 5,3    | 1,3    | −1     | −4,4   | −6,8   |
| Середня кількість сонячних годин на місяць | 64     | 98     | 132    | 172    | 230    | 227    | 249    | 239    | 173    | 139    | 72     | 53     | 1848   |
| Норма опадів, мм                           | 36     | 35     | 31     | 40     | 59     | 67     | 51     | 56     | 42     | 39     | 56     | 45     | 557    |
| ------------------------------------------ | ------ | ------ | ------ | ------ | ------ | ------ | ------ | ------ | ------ | ------ | ------ | ------ | ------ |
| Джерело: CLIMATE DATA                      |        |        |        |        |        |        |        |        |        |        |        |        |        |

## Історія

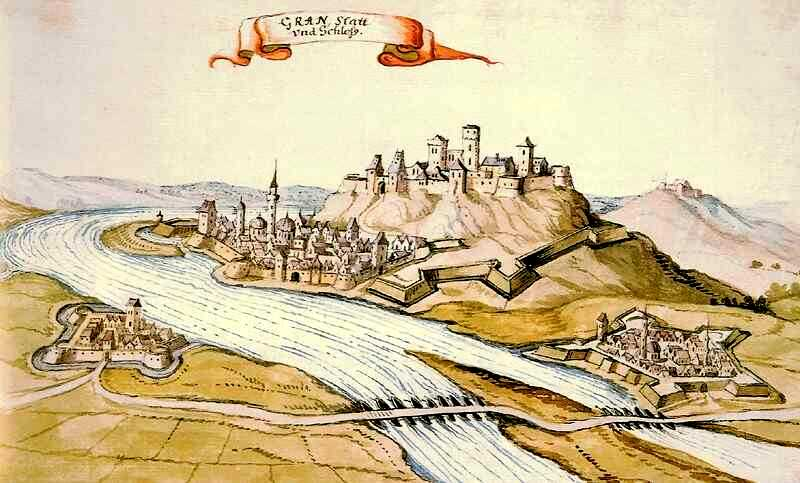
Вигляд османського Естергому в 1664 р.

Естерґом — одне із найбільш старовинних міст Угорщини. Першими відомими мешканцями цього поселення були кельти. У часи римлян тут було розташоване укріплене поселення під назвою Сальвіо Мансіо. За деякими свідченнями саме тут імператор-філософ Марк Аврелій написав свою головну працю — книгу «Роздуми».
Після Великого переселення народів на цих землях осіли німці й авари, а пізніше — слов'яни, що охрестили римське поселення Стрегом. Це слово й стало пізніше основою для сучасної назви міста, що було розташованим біля важливої переправи через Дунай. Стрегом став одним з головних замків Нітранського князівства та Великої Моравії.
Через декілька десятиліть після приходу угрів на початку X століття Естерґом став однією з резиденцій великого князя Гези і до XII століття — однією із резиденцій угорських королів. З X-го по середину XIII-го століття Естерґом був центром економічного, політичного та релігійного життя країни, її фактичною столицею. 976 року тут народився син Гези Вайк, що увійшов у історію як святий Іштван — саме ім'я Іштван він прийняв при хрещенні. 1001 року його він був коронований в Естерґомі. В період його правління було створено однойменний комітат і єпископство Естерґомське, яке до XVIII століття займало територію нинішньої Словаччини і являло собою головну церковну провінцію королівства. Естерґомський архієпископ володів титулом верховного священика Угорщини.
У XIII—XIV століттях місто пережило декілька нашесть: в середині XIII століття — монголів, 1304 року — армії чеського короля Вацлава III. Проте місто швидко відновилося і впродовж XIV—XV століть пережило бурхливе піднесення. В місті було збудовано королівський палац і собор святого Адальберта, функціонували суспільні лікарні, вулиці було вимощено камінням.

## Персоналії
- Стефан I (970/975 — 1038) — останній великий князь угорський (997—1000) і перший король Угорщини (1000/1001—1038).

## Галерея

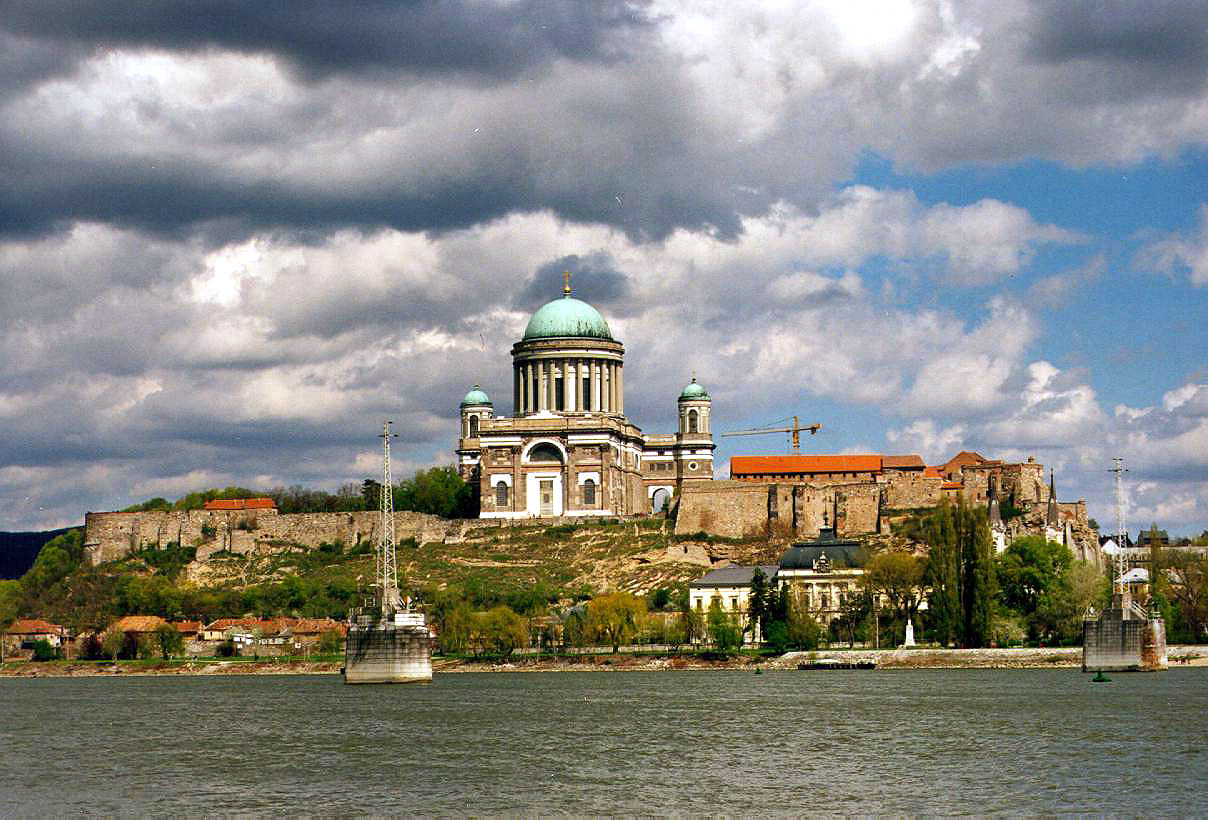
Естерґомська базиліка зі сторони Штурова. 1999 рік (видно бики зруйнованого мосту).
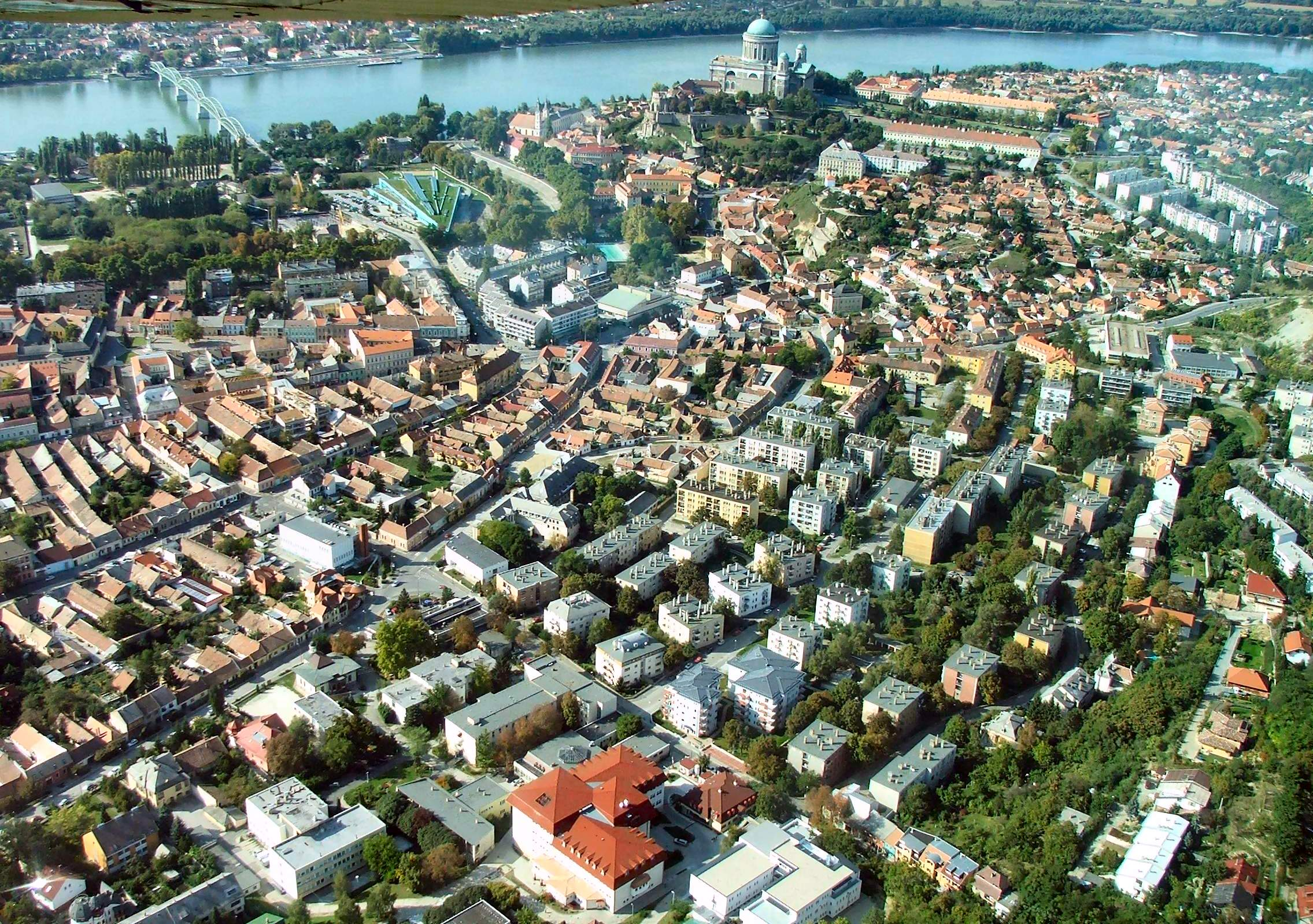
Естерґом. Вигляд з повітря
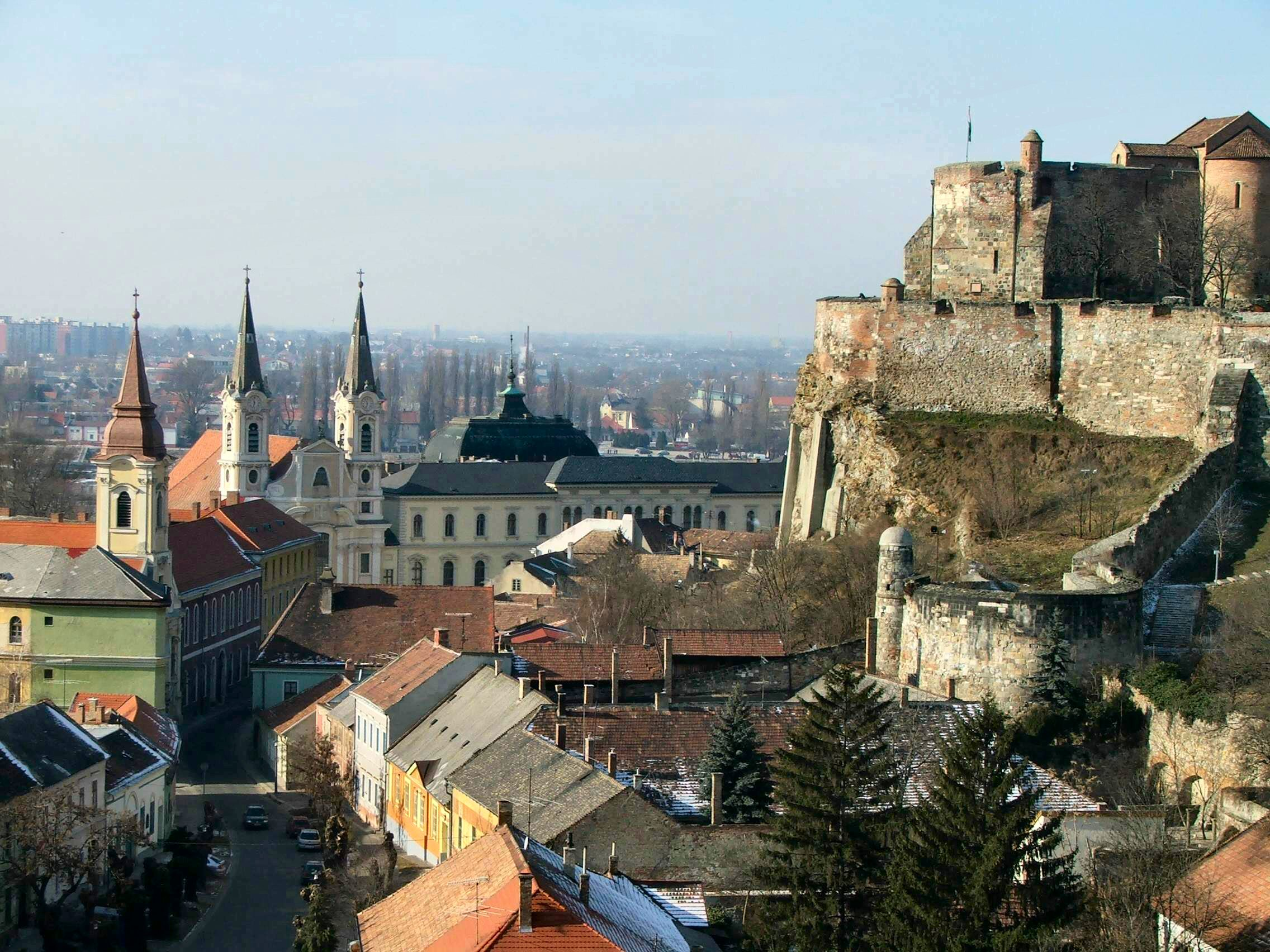
Вид на старе місто
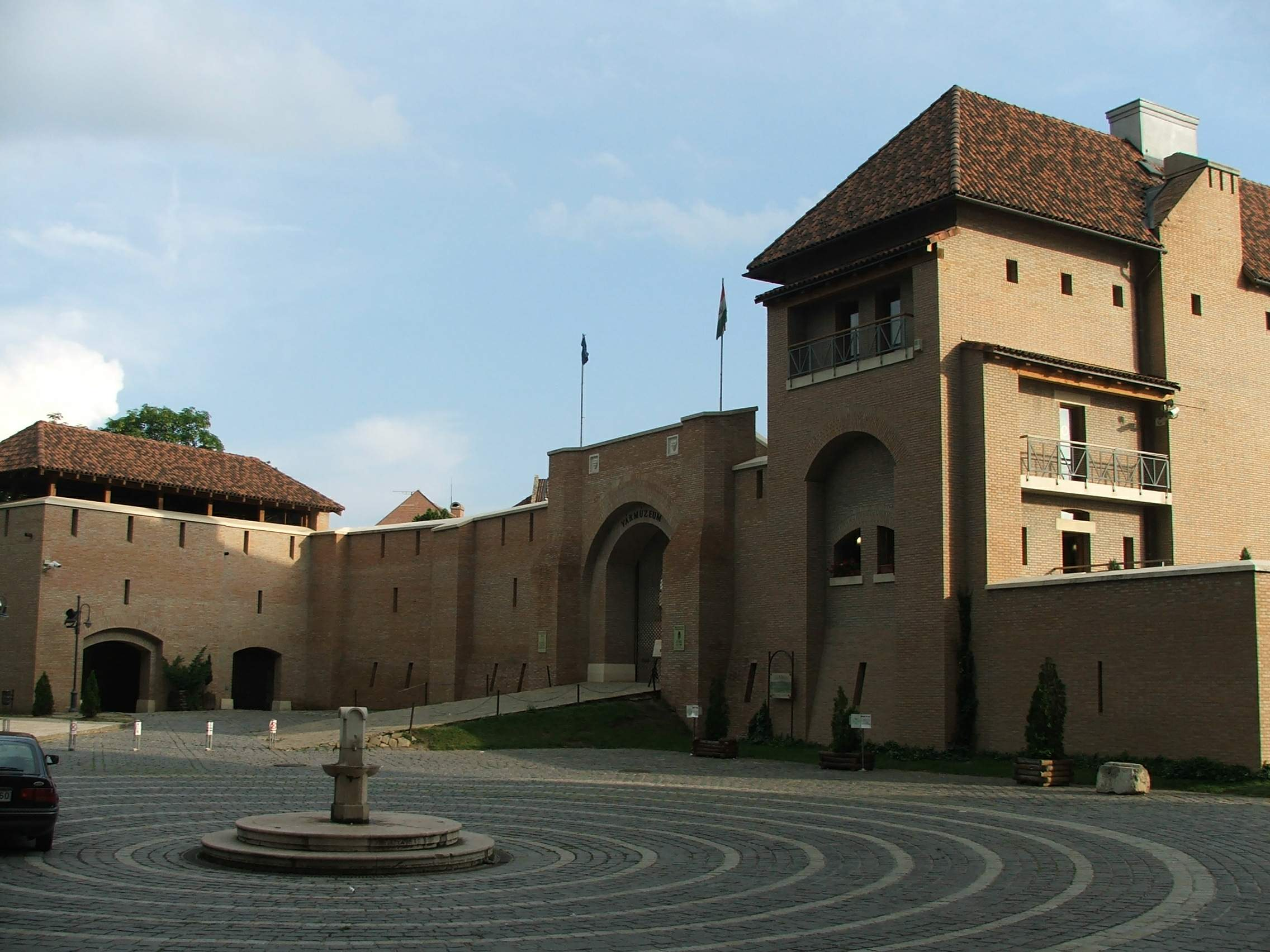
Королівський палац
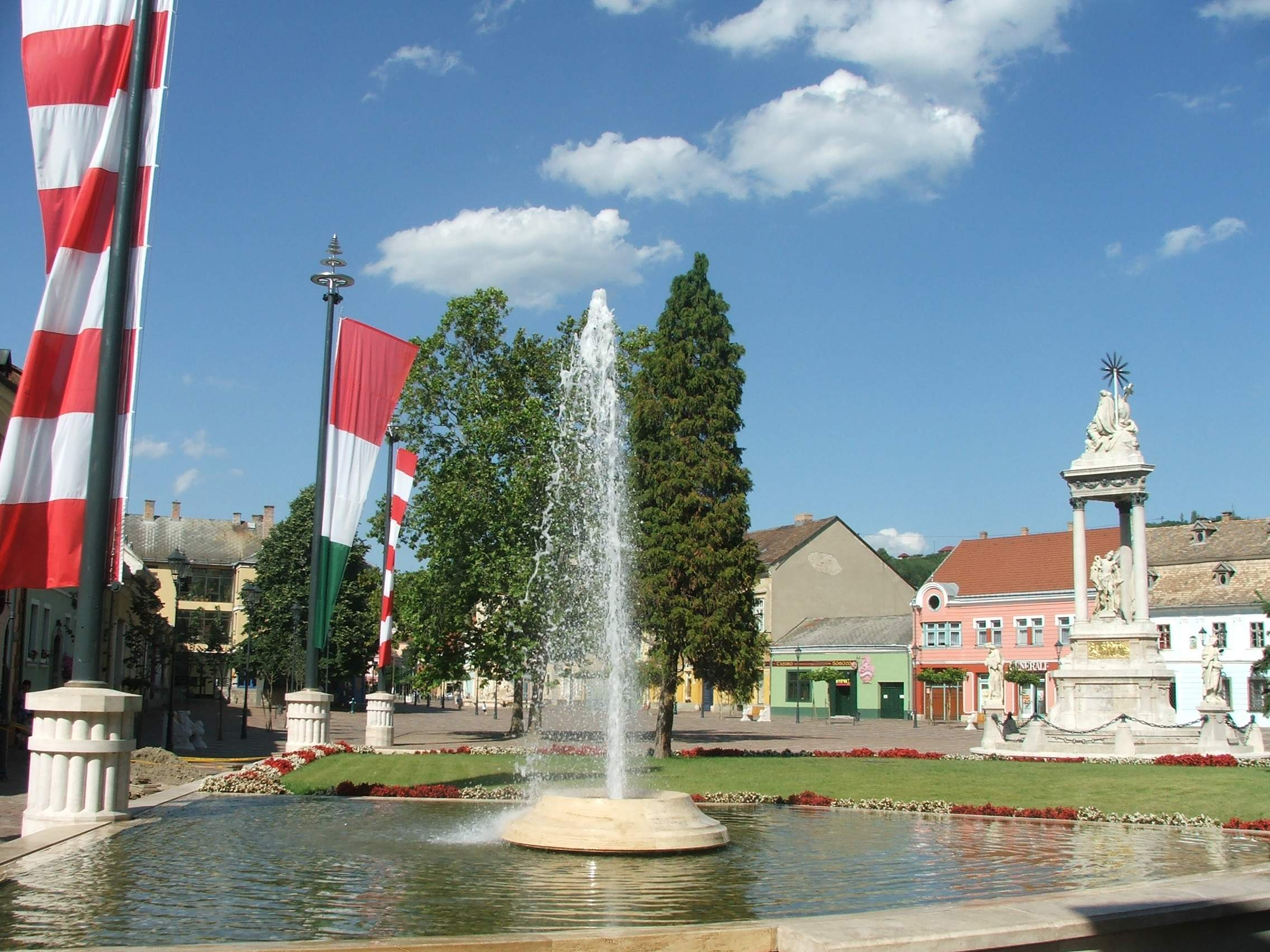
Площа Сечені
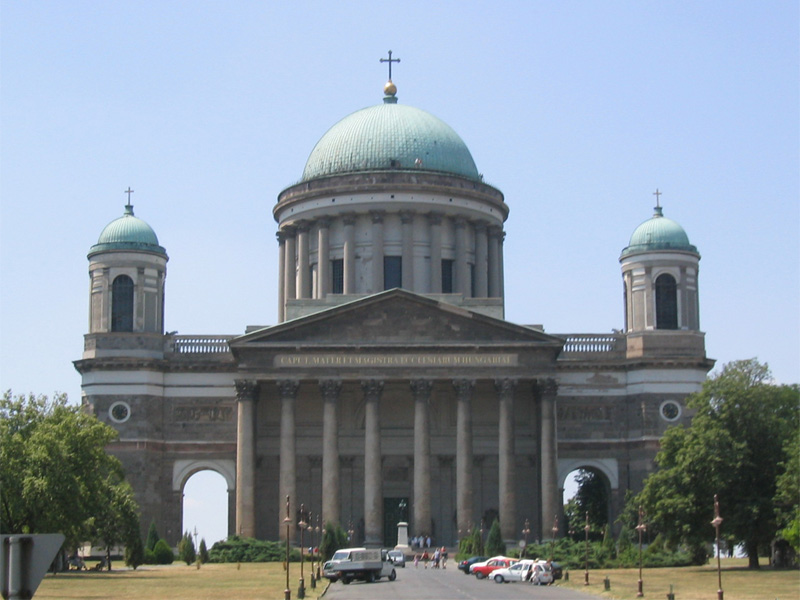
Південний портал базиліки
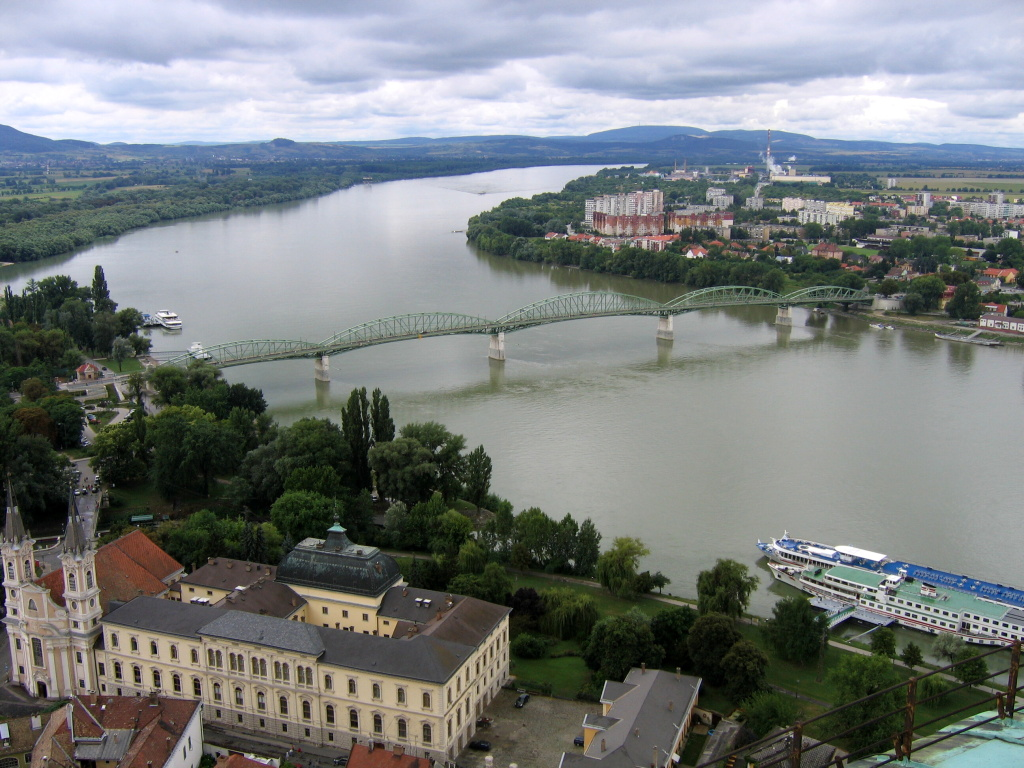
Міст Марії Валерії